# Emily Hampshire

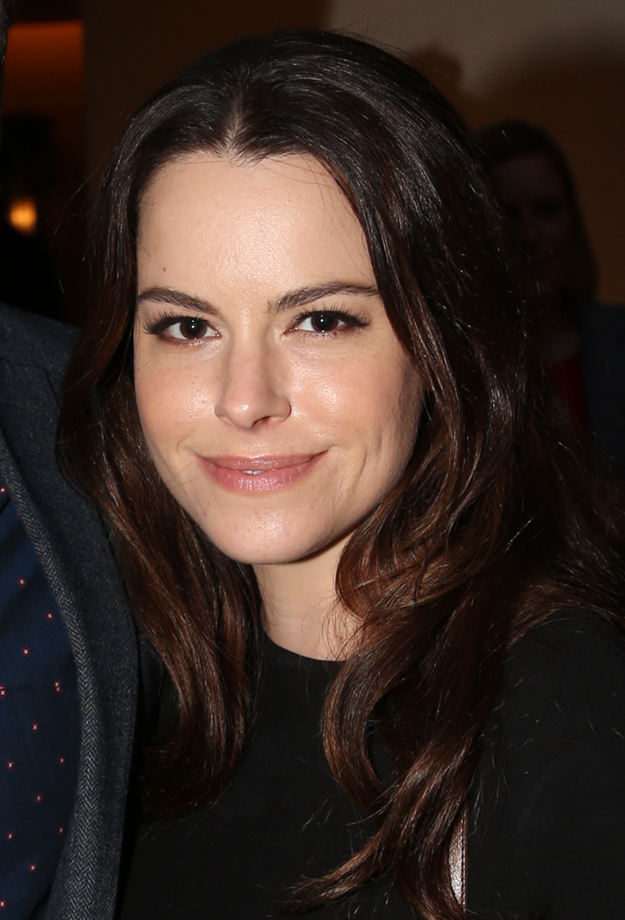
Emily Hampshire (2015)

Emily Hampshire (* 29. August 1981 in Montreal) ist eine kanadische Schauspielerin.

## Leben
Emily Hampshire wuchs in ihrer Geburtsstadt Montreal auf und besuchte eine katholische Privatschule für Mädchen. Im Alter von 16 Jahren ging sie nach Toronto, um eine Schauspielkarriere zu verfolgen. Später übersiedelte sie nach Los Angeles. Erste Episodenrollen hatte sie in Grusel, Grauen, Gänsehaut, ihr Filmdebüt gab sie 1996 mit dem Psychothriller Stirb für mich von Sara Botsford mit Geneviève Bujold.
In Boy Meets Girl – Liebe wirkt Wunder verkörperte sie 1998 die Rolle der Angelina Milleflores, von 1998 bis 2001 gehörte sie als Siobhan Roy dem Ensemble der Serie Made in Canada an. Im Kriminalfilm Kill And Smile war sie 1999 als Tracy Billing zu sehen. Für ihre Darstellung der Vivienne in Der Geschmack von Schnee an der Seite von Alan Rickman, Sigourney Weaver und Carrie-Anne Moss wurde sie im Rahmen der Genie Awards 2007 als beste Nebendarstellerin nominiert. 2012 spielte sie im Filmdrama Cosmopolis von David Cronenberg die Rolle der Jane Melman. Von 2015 bis 2018 übernahm sie in der Syfy-Serie 12 Monkeys die Rolle der Jennifer Goines. Von 2015 bis 2020 gehörte sie als Motelbesitzerin Stevie Budd zur Hauptbesetzung der Serie Schitt’s Creek von CBC, die im Rahmen der Screen Actors Guild Awards 2021 unter anderem in der Kategorie Bestes Schauspielensemble in einer Comedyserie ausgezeichnet wurde.
2021 verkörperte sie in der Horrorserie Chapelwaite mit Adrien Brody die Rolle der Journalistin Rebecca Morgan. In der Serie The Rig von Amazon Prime Video übernahm sie als Rose Mason eine Hauptrolle. Für die Marvel-Serie Vision Quest, einem Ableger von WandaVision, wurde sie 2025 als künstliche Intelligenz E.D.I.T.H. besetzt.
In den deutschsprachigen Fassungen wurde sie unter anderem von Elisabeth von Koch (Schitt’s Creek, 12 Monkeys), Julia Kaufmann (Der Geschmack von Schnee, It’s a Boy Girl Thing), Katrin Decker (Sex-Up Your Life), Uschi Hugo (Cosmopolis), Claudia Schmidt (Good Neighbours), Dascha Lehmann (Kill And Smile), Stephanie Kellner (Stunden der Gewalt) sowie Ranja Bonalana (Die! – Ein Spiel auf Leben und Tod) synchronisiert.
Als Synchronsprecherin lieh sie beispielsweise den englischen Fassungen der Animationsserien Anne of Green Gables: The Animated Series, Braceface, Miss Spider, Carl² sowie 6Teen und Ruby Gloom die Stimme.

## Filmografie (Auswahl)

### Als Schauspielerin
- 1994, 1996: Grusel, Grauen, Gänsehaut (Are You Afraid of the Dark?, Fernsehserie, zwei Episoden, verschiedene Rollen)
- 1996: Stirb für mich / Dead Innocent – Selbstmord auf Befehl (Dead Innocent)
- 1997: The Last Don (Miniserie)
- 1997: Stunden der Gewalt (Every 9 Seconds, Fernsehfilm)
- 1997: Mission Erde – Sie sind unter uns – Wunderheilung (Earth: Final Conflict, Fernsehserie)
- 1998: Boy Meets Girl – Liebe wirkt Wunder (Boy Meets Girl)
- 1998–2001: Made in Canada (Fernsehserie)
- 1999: Hoffnungslos verliebt (Love Letters, Fernsehfilm)
- 1999: Kill And Smile (Happy Face Murders, Fernsehfilm)
- 1999: The Life Before This
- 1999: Seasons of Love (Miniserie)
- 2000: PSI Factor – Es geschieht jeden Tag – Tyler/Tim (PSI Factor: Chronicles of the Paranormal, Fernsehserie)
- 2000: Twice in a Lifetime – Party Girls (Fernsehserie)
- 2000:  Nikita (La Femme Nikita, Fernsehserie, Folge Sleeping with the Enemy)
- 2000: The Ride (Fernsehfilm)
- 2000: Scorn (Fernsehfilm)
- 2001: Chasing Cain (Fernsehfilm)
- 2001: Doc – You Gotta Have Heart (Fernsehserie)
- 2001: The Associates – Care & Control (Fernsehserie)
- 2001: MythQuest – The Doppelganger (Fernsehserie)
- 2002: Mutant X – Altered Ego (Fernsehserie)
- 2002: A Nero Wolfe Mystery – Poison à la Carte (Fernsehserie)
- 2002: Posers
- 2002: The Eleventh Hour – Tree Hugger (Fernsehserie)
- 2002: Chasing Cain II: Face (Fernsehfilm)
- 2003: The Atwood Stories – The Man from Mars (Fernsehserie)
- 2003: A Problem with Fear
- 2003: Twist
- 2003: Foolish Girl (Fernsehserie)
- 2004: This Is Wonderland (Fernsehserie, eine Episode)
- 2004: Puppets Who Kill – Prostitutes for Jesus (Fernsehserie)
- 2004: Blood
- 2005: Earthsea – Die Saga von Erdsee (Earthsea, Miniserie)
- 2005: Cool Money (Fernsehfilm)
- 2006: Der Geschmack von Schnee (Snow Cake)
- 2006: Northern Town (Fernsehserie)
- 2006: It’s a Boy Girl Thing
- 2007: This Space for Rent – Stain’d (Fernsehserie)
- 2007: The Cradle
- 2009: The Trotsky
- 2007–2010: Busytown Mysteries (Fernsehserie)
- 2010: Die! – Ein Spiel auf Leben und Tod (Die)
- 2010: Good Neighbours
- 2011: Republic of Doyle – Einsatz für zwei – Zwei Bräute und eine Hochzeit (Republic of Doyle, Fernsehserie)
- 2012: Cosmopolis
- 2012: Sex-Up Your Life (My Awkward Sexual Adventure)
- 2012: Hitched for the Holidays (Fernsehfilm)
- 2013: All the Wrong Reasons
- 2013: That Burning Feeling
- 2013: The Returned – Weder Zombies noch Menschen (The Returned)
- 2013–2015: Rookie Blue (Fernsehserie)
- 2015: Man Seeking Woman – Pitbull (Fernsehserie)
- 2015: Borealis
- 2015–2018: 12 Monkeys (Fernsehserie)
- 2015–2020: Schitt’s Creek (Fernsehserie)
- 2016: Houdini & Doyle – The Curse of Korzha (Miniserie)
- 2016: 12 Monkeys: Recap/Finale (Fernsehfilm)
- 2017: Mother!
- 2018: Never Saw It Coming
- 2018: The Death and Life of John F. Donovan
- 2019: Save Me (Fernsehserie)
- 2020: 50 States of Fright (Fernsehserie)
- 2021: Chapelwaite (Fernsehserie)
- 2022: The End of Sex
- 2023–2025: The Rig – Angriff aus der Tiefe (The Rig, Fernsehserie)
- 2023: Self Reliance
- 2023: Fitting In
- 2023: The Mattachine Family
- 2023: Appendage
- 2023: Slip (Fernsehserie)
- 2024: Human (Humane)
- 2024: Mom

### Als Synchronsprecherin
- 1999: Mythic Warriors: Guardians of the Legend – Phaeton: The Chariot of Fire (Fernsehserie)
- 2001–2002: Anne of Green Gables: The Animated Series (Fernsehserie)
- 2001–2005: Braceface (Fernsehserie)
- 2003: Miss Spider (Miss Spider’s Sunny Patch Kids, Fernsehfilm)
- 2004: Atomic Betty – The Doppelganger/Cosmic Cake (Fernsehserie)
- 2005–2006: Carl² (Fernsehserie)
- 2004–2006: 6Teen (Fernsehserie)
- 2004–2006: Miss Spider’s Sunny Patch Friends (Fernsehserie)
- 2006–2007: Ruby Gloom (Fernsehserie)
- 2007–2010: Busytown Mysteries (Fernsehserie)
- 2010: Command & Conquer 4: Tiberian Twilight (Computerspiel)
- 2021: Robot Chicken – May Cause Lucid Murder Dreams (Fernsehserie)

## Auszeichnungen und Nominierungen (Auswahl)
Genie Awards
- 2004 – Nominierung als beste Nebendarstellerin für A Problem with Fear [7]
- 2005 – Nominierung als beste Hauptdarstellerin für Blood [7]
- 2007 – Nominierung als beste Nebendarstellerin für Der Geschmack von Schnee [7]

Screen Actors Guild Awards
- 2020 – Nominierung in der Kategorie Bestes Schauspielensemble in einer Comedyserie für Schitt’s Creek
- 2021 – Auszeichnung in der Kategorie Bestes Schauspielensemble in einer Comedyserie für Schitt’s Creek

Canadian Comedy Awards
- 2013 – Auszeichnung in der Kategorie Female Performance in a Feature für Sex-Up Your Life[12]